# Дубровская, Анна Леонардовна
А́нна Леона́рдовна Дубро́вская (урожд. Иса́йкина; род. 8 декабря 1962, Москва) — советская и российская актриса, театральный педагог. Заслуженная артистка России (2004), Почетный гражданин города Ростова-на-Дону (2007), Заслуженный деятель искусств Республики Южная Осетия (2013 год), Основатель актёрской школы «Theatre в себе» (2019).

## Биография
В 1984 году окончила Театральное училище им. Щукина.
Играла в Театре на Малой Бронной, Театре им. К. С. Станиславского, МХАТе им. М. Горького.
В 1995 году после окончания ассистентуры-стажировки в ВТУ им. Б. В. Щукина начала работать на кафедре мастерства актёра. Профессор, с 2011 г. — зам. зав. кафедрой.
2004 — Заслуженный артист Российской Федерации.
Кандидат искусствоведения (2013 г.).

## Творчество

### Фильмография

#### Актёрские работы
- 1981 — Твой брат Валентин (короткометражный) — Люся
- 1983 — Любовью за любовь — Геро
- 1983 — Хозяйка детского дома — Ирина
- 1984 — Капитан Фракасс — Изабелла
- 1984 — Мёртвые души — дочь Плюшкина
- 1984 — Почти ровесники — Наташа, жена Вячеслава
- 1984 — Сказки старого волшебника — Принцесса
- 1984 — Тревожный рассвет
- 1984—1986 — Михайло Ломоносов — девушка в Холмогорах
- 1985 — Матрос Железняк — Елена
- 1986 — Красные башмачки — Поветруля, дочь лесного царя
- 1986 — Таинственный узник — Китти
- 1987 — Честь имею — Даша
- 1988 — Грамматика любви — Ольга Александровна, эмигрантка из России
- 1999—2000 — Простые истины — Евгения Николаевна Моторинa, учитель литературы
- 2001 — Курортный роман (серия «Школа выживания») — Ольга Николаевна
- 2001 — Трое против всех — эпизод
- 2002 — Следствие ведут ЗнаТоКи. Третейский судья — Римма Анатольевна
- 2002 — Тайный знак — мама Лены (в титрах Анна Дубровская)
- 2003 — Полосатое лето — мама Саши
- 2003—2004 — Ундина — директор музея
- 2004 — Красная площадь — специалист по фотороботам
- 2004 — Крёстный сын — Анна, мать Дины
- 2005 — Свой человек — Люба, секретарь Сергея Морозова
- 2005—2007 — Обречённая стать звездой — Галя
- 2006 — Аэропорт-2 (серия «Обратная связь») — Анна Сергеевна, мать Андрея
- 2006 — Четыре таксиста и собака-2 — мама Кати
- 2007—2009 — Огонь любви — Ирэна Давыдова
- 2008 — Срочно в номер-2 (фильм «Наследство») — Галя
- 2010—2011 — Институт благородных девиц — императрица Мария Александровна
- 2017 — Солнечный круг — Светлана
- 2020 — Кто-нибудь видел мою девчонку?

#### Дипломные спектакли вВТУ имени Б. В. Щукина
- Выпуск 2002 г. (курс М. Пантелеевой) — «Три мушкётера» (А. Дюма), совместно с В. Н. Ковалем.
- Выпуск 2003 г. (курс Г. Сазоновой) — «Золушка» Е. Шварц.
- Выпуск 2009 г. (курс Г. Сазоновой) — «Завтра была война» (Б. Васильев).
- Выпуск 2013 г. (курс А. Дубровской) —- «Тиль» (Г. Горин).
- Выпуск 2015 г. (курс Л. Ворошиловой) — «Грамматика любви» (И. Бунин).
- Выпуск 2016 г. (курс А. Коручекова) — «Собака на сене» (Л. де Вега).
- Выпуск 2018 г. (курс А. Дубровской) — «Горе от ума» (А. С. Грибоедов).
- Выпуск 2019 г. (курс им В. П. Поглазова. рук.: П. Е. Любимцев, Ю. Ю. Авшарова) — «Под небом Парижа» (вечер французского романса)
- Выпуск 2021 г. (курс Н. И. Дворжецкой) — «Бешеные деньги» (А. Н. Островский).
- Выпуск 2023 г. (курс А. Л. Дубровской) — «Мой прекрасный Пигмалион» (Бернард Шоу) по пьесе «Пигмалион» и мюзиклу «Моя прекрасная Леди».
- Выпуск 2025 г. (курс П. Е. Любимцева и В. И. Тартаковского) — «Слуга двух господ» (Карло Гольдони) по одноименной пьесе и мюзиклу А. Колкера «Труффальдино из Бергамо».

## Награды
- Орден «За заслуги в культуре и искусстве» (2 мая 2024 года) — за большой вклад в развитие отечественной культуры и искусства, многолетнюю плодотворную деятельность[2].
- Заслуженная артистка Российской Федерации (18 ноября 2004 года) — за заслуги в области искусства[3].
- Заслуженный деятель искусств Республики Южная Осетия (24 июня 2013 года) — за большой личный вклад в дело подготовки высокопрофессиональных кадров для Республики Южная Осетия и многолетнюю, плодотворную творческую деятельность[4].
- Почётный гражданин города Ростова-на-Дону (2007 год).